# Садовое (Красноярское сельское поселение)
Садо́вое (до 1947 — Баллетхен (нем. Ballethen)) — посёлок в Озёрском муниципальном округе Калининградской области. 

## География
Посёлок расположен в 12 км на северо-запад от Озёрска.

## История
В 1874 году Баллетхен становится центром сельского округа в составе районе Даркемен в административном округе Гумбиннен провинции Восточная Пруссия.
После Второй мировой войны в 1947 году Баллетхен был переименован в посёлок Садовое и стал центром одноименного сельсовета Озёрского района. С 2008 по 2014 год Садовое входило в состав Красноярского сельского поселения, с 2015 по 2022 год — в состав Озерского городского округа, с 2022 года — в составе Озерского муниципального округа. 
До 2008 года в посёлке действовала основная общеобразовательная школа.

## Население
| 1818 | 1863 | 1910 | 1925 | 1933 | 1939 | 2002 |
| ---- | ---- | ---- | ---- | ---- | ---- | ---- |
| 224  | ↗324 | ↗375 | ↘337 | ↗462 | ↘447 | ↗640 |
| 2010 |      |      |      |      |      |      |
| ↘603 |      |      |      |      |      |      |